# GNU TeXmacs

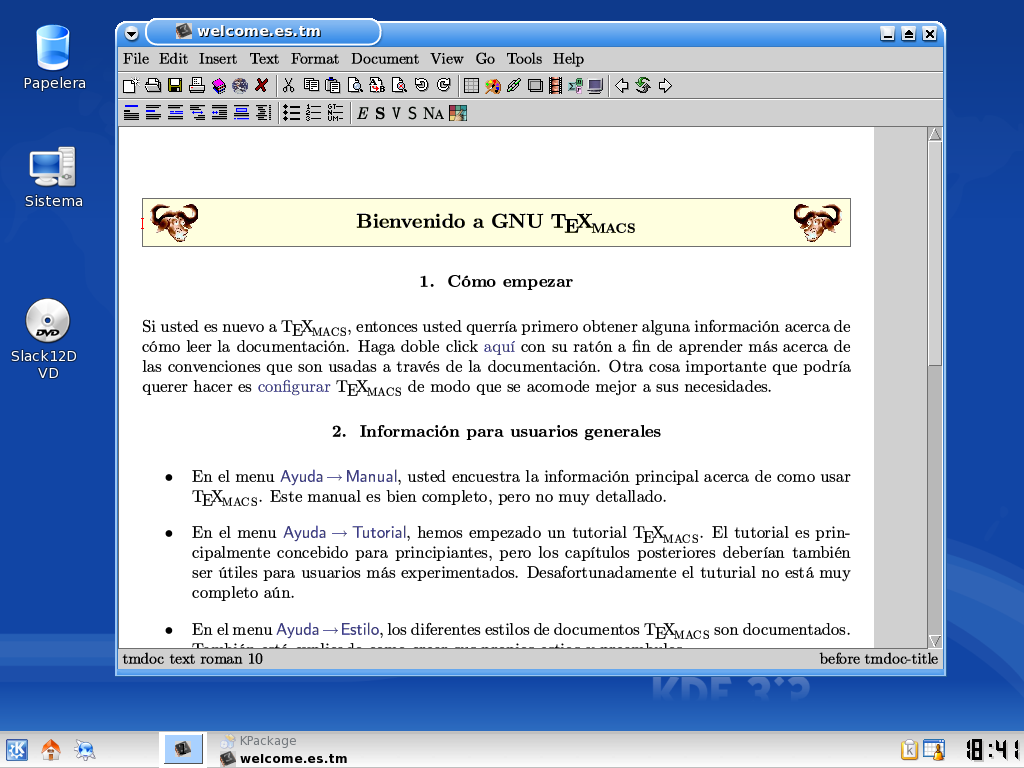
T_{E}X_{MACS} chạy trên KDE của Slackware.

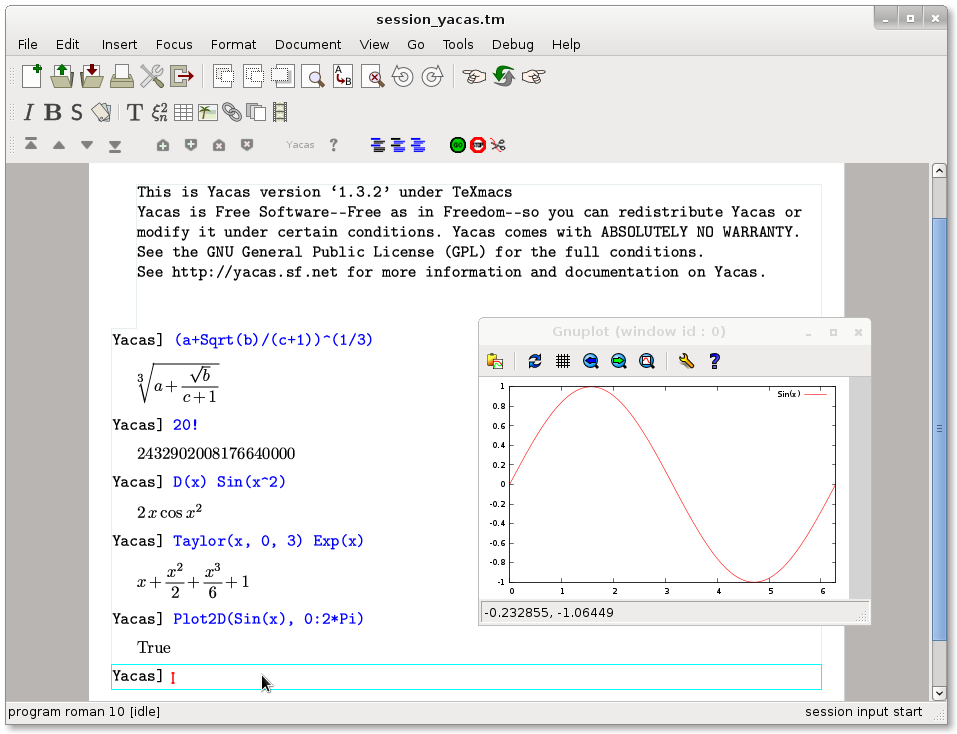
T_{E}X_{MACS} với vai trò là giao diện của Yacas và sử dụng Gnuplot để vẽ đồ thị.

GNU TEXMACS (hay TeXmacs) là một phần mềm miễn phí có mã nguồn mở dành cho soạn thảo văn bản khoa học, một phần của dự án GNU, được lấy cảm hứng từ TeX và GNU Emacs. Nó được viết và bảo trì bởi Joris van der Hoeven. Chương trình máy tính này cho phép viết các văn bản có cấu trúc trên một giao diện WYSIWYG. Chương trình cho phép tạo ra văn bản khoa học có chất lượng cao dựa trên các phông chữ toán học đẹp. Không những thế, các công thức toán học có thể được kết nối với các hệ thống đại số máy tính khác cho ra kết quả tính biểu thức hay tính số đến độ chính xác bất kỳ, khiến cho TeXmacs có thể được cài đặt như là giao diện cho chương trình tính toán khoa học. Ví dụ, TeXmacs có thể là giao diện cho Maxima, Axiom hay Yacas.
TeXmacs cũng hỗ trợ trình thông dịch Guile/ngôn ngữ lập trình Scheme giúp người sử dụng có thể viết các phần mở rộng cho phần mềm này phục vụ các nhu cầu mới.
TeXmacs hiện có thể chạy trên hầu hết hệ điều hành có cấu trúc Unix, như GNU/Linux, Cygwin cho Microsoft Windows hay Fink cho Mac OS X. Thêm nữa, có cổng chạy cho Microsoft Windows. Chương trình cũng cung cấp hỗ trợ chuyển đổi định dạng TeX/LaTeX, và đang phát triển chuyển đổi cho HTML/MathML/XML. TeXmacs cũng có chế độ hoạt động như một phần mềm trình bày và được dự kiến phát triển thành một ứng dụng văn phòng đầy đủ, với bảng tính và hỗ trợ vẽ kỹ thuật.

## Ý tưởng
TeXmacs được thiết kế để người dùng tập trung vào những gì hiển thị trên màn hình hay trên máy in hơn là định dạng mã nguồn (WYSIWYG). Tuy nhiên, các trình soạn thảo WYSIWYG truyền thống như Microsoft Word có nhược điểm là khiến người dùng thiết kế tài liệu không theo lô-gíc. Dự án TeXmacs muốn tạo ra trình soạn thảo WYSIWYG khiến người soạn bài, một cách tự nhiên, viết theo trình tự khoa học. Chất lượng trình bày sẽ tương đương như TeX.